# Annibale Carracci
Annibale Carracci (Bolonha, 3 de novembro de 1560 — Roma, 15 de julho de 1609) foi um pintor italiano da família Carracci.

## Início da carreira
Annibale Carracci nasceu em Bolonha, e muito provavelmente iniciou seu aprendizado com a família, os Carracci. Em 1582, Annibale, seu irmão Agostino e seu primo, Ludovico Carracci, abriram um estúdio de pintura inicialmente chamado por alguns de Accademia dei Desiderosi ("desejoso de fama e de aprendizagem") e em seguida chamada Accademia degli Incamminati (progressistas; literalmente "aqueles que abrem novo caminho").
Embora os Carracci enfatizassem o esboço linear tipicamente florentino, como exemplificado por Rafael Sanzio e Andrea del Sarto, seus interesses pelas cores cintilantes e contornos sutis dos objetos eram derivados dos pintores venezianos, notavelmente do trabalho do artista Ticiano, o qual foi estudado por Annibale e Agostino durante viagens pela Itália em 1580-81, a mando do ancião Caracci Lodovico. Esse ecletismo se tornaria a característica que definiria os artistas do “Barroque Emilian” ou “Escola Bolonhesa”.
Em muitas das primeiras obras de Bolonha, é difícil distinguir as contribuições individuais de cada Carracci. Por exemplo, os afrescos sobre as Histórias de Jasão e Medeia para o Palazzo Fava (1583-1584) carregam a assinatura Carracci, o que sugere que todos eles contribuíram. Em 1585, Annibale concluiu o retábulo do Batismo de Cristo para a igreja de São Gregório, em Bolonha. Em 1587, ele pintou A Assunção para a igreja de San Rocco, em Reggio Emilia.

Em 1587-88, Annibale viajou para Parma e, em seguida, Veneza, onde se reuniu com seu irmão Agostino. A partir de 1589-92, os três Carracci pintaram os afrescos sobre Histórias da fundação de Roma para o Palazzo Magnani, em Bolonha. Até 1593, Annibale havia completado o retábulo Virgem no Trono com São João e Santa Catarina, trabalhando em colaboração com Lucio Massari. Sua Ressurreição de Cristo também data de 1593. Em 1592, ele pintou a Assunção para a capela Bonasoni, em San Francesco. Durante 1593-1594, os três Carracci estavam trabalhando em afrescos no Palazzo Sampieri, em Bolonha.

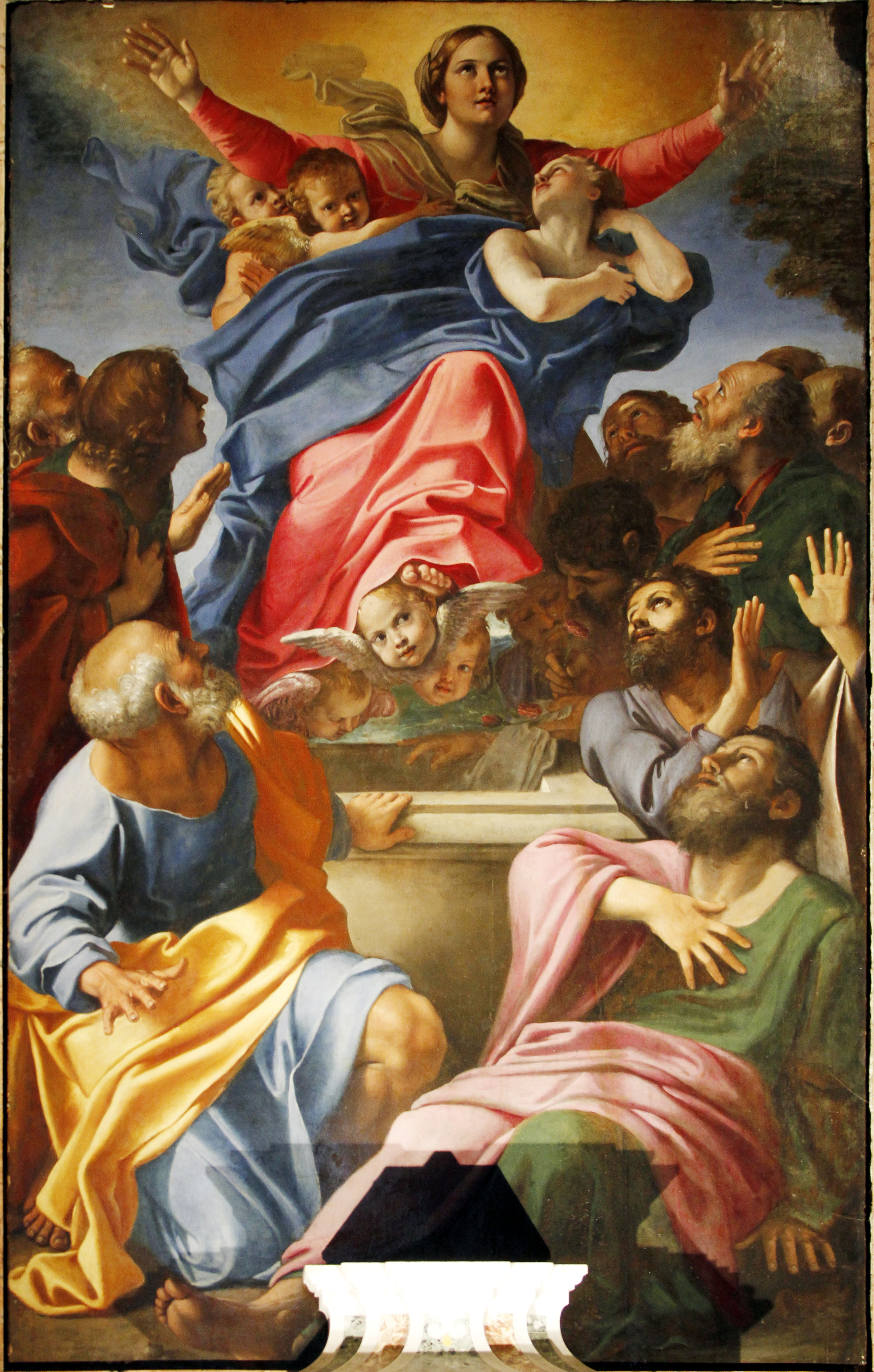
Assunção da Virgem (1600-̈01), Annibale Carracci, Santa Maria del Popolo, Roma

## Afrescos no Palazzo Farnese
Tendo como base os afrescos prolíficos e magistrais realizados pelos Carracci em Bolonha, o Duque de Parma, Rainúncio I Farnésio, recomendou Anibale a seu irmão, o cardeal Odoardo Farnese, que desejava decorar o piano nobile do Palazzo Farnese, em Roma. Entre novembro e dezembro de 1595, Anibale e Agostino viajaram para Roma para começar a decorar o Camerino com histórias de Hércules, adequadas, uma vez que a sala abrigava a famosa escultura da antiguidade greco-romana conhecida como Hércules Farnese.
Enquanto isso, Anibale desenvolveu centenas de esboços preparatórios para o produto principal, onde ele liderou uma equipe na pintura de afrescos no teto do grande salão com os quadri riportati seculares de Os Amores dos Deuses, ou, como o biógrafo Giovanni Bellori descreveu, O Amor dos Humanos regido pelo Amor Celestial. Ainda que o teto seja ritualmente rico em elementos ilusionistas, as narrativas são emolduradas no rígido classicismo de decoração da alta Renascença. Seu trabalho inspiraria, mais tarde, a corrente livre do ilusionismo Barroco e a energia que iria emergir dos grandes afrescos de Cortona, Lanfranco e, em décadas posteriores, Andrea Pozzo e Gaulli.
Durante os séculs XVII e XVIII, o teto de Forense era considerado a obra prima incomparável dos afrescos de sua época. A obra era não só considerada um livro modelo do desenho de figuras históricas, como também um exemplo de procedimento técnico. As centenas de esboços preparatórios feitos pr Annibale passaram a ser um passo fundamental para composição de qualquer pintura histórica ambiciosa.

## Contraste com Caravaggio

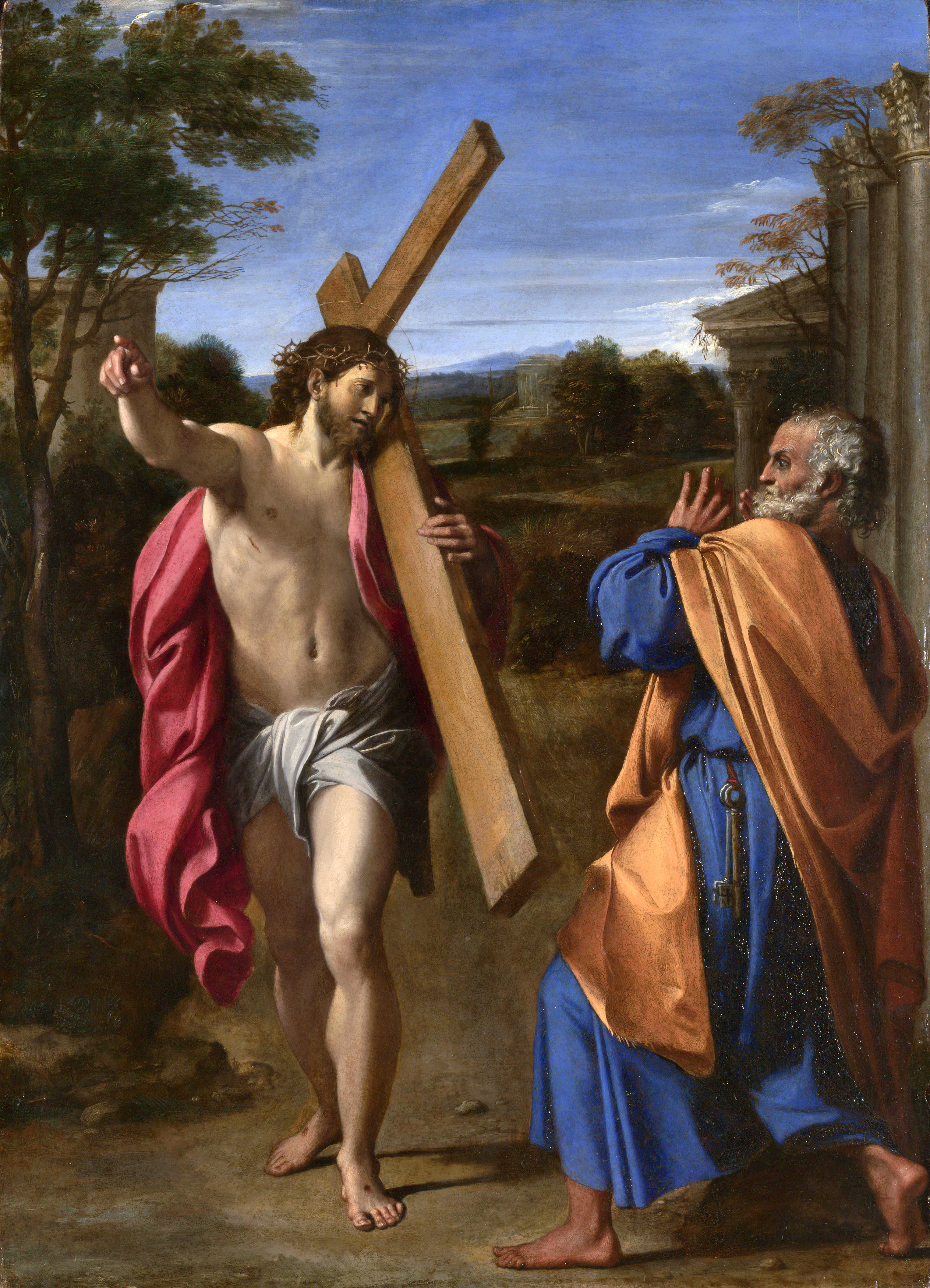
"Domine, Quo Vadis?" de Carracci.

No século XVII, o crítico Giovanni Bellori, em seu estudo intitulado Idea, elogiou Carracci como o padrão supremo de pintor italiano, aquele que havia fomentado a "renascença" da grande tradição de Rafael e Michelangelo. Por outro lado, embora admitindo os talentos de Caravaggio como pintor, Bellori lamentava seu estilo excessivamente naturalista, se não sua própria moral turbulenta e persona. Assim, via o estilo Caravaggista com o mesmo desânimo sombrio. Pintores foram instados a retratar o ideal platônico de beleza, não os transeuntes de Roma. Ainda assim, os patronos e pupilos de Carracci e Caravaggio não caírem eram em todos os campos inconciliáveis. Patronos contemporâneos, tais como Marquês Vincenzo Giustiniani, achou que ambos mostravam excelência em maneira e modelagem.
No nosso século, os observadores têm aquiescido para o rebelde mito de Caravaggio, e, muitas vezes, ignoram a profunda influência sobre a arte que teve Carracci. Caravaggio quase nunca trabalhou em afrescos, considerados como o teste de um grande pintor de valor. Por outro lado, os melhores trabalhos de Carracci estão em afrescos. Assim, as sombrias telas de Caravaggio, são adequadas aos altares contemplativos, mas não a paredes ou tetos bem iluminados como os de Farnese. Wittkower ficou surpreso ao ver que um cardeal de Farnese se cercava de afrescos com temas libidinosos, indicadores de um "relaxamento considerável da moralidade contra-reformatória". Essa escolha temática sugere que Carracci pode ter sido mais rebelde, quando comparado com a paixão frequentemente solene das telas de Caravaggio. Wittkower afirma que "os afrescos de Carracci transmitem a impressão de uma tremenda alegria de viver, um novo florescimento de vitalidade e de uma energia por muito tempo reprimida".
Hoje, infelizmente, a maioria dos conhecedores que fazem a peregrinação à Capela Cerasi em Santa Maria del Popolo ignoram o retábulo Assunção da Virgem de Carracci (1600-1601), se concentrando somente nos deslumbrantes trabalhos orlados de Caravaggio, "Conversão no Caminho de Damasco" e "Crucificação de São Pedro". É instrutivo comparar as diferenças teológicas e artísticas entre a Assunção de Carracci e A Morte da Virgem de Caravaggio. Entre os primeiros contemporâneos, Carracci teria sido um inovador. Ele reanimou o vocabulário visual de afrescos de Michelangelo e postulou uma paisagem pictórica muscular e vividamente brilhante, que vinha se tornando progressivamente incapacitada por um emaranhado de maneirismos. Enquanto Michelangelo era capaz de curvar e contorcer o corpo humano em qualquer perspectiva possível, Carracci, nos afrescos de Farnese, mostrou como fazê-lo dançar.  As fronteiras do "teto", grandes extensões de parede a serem decoradas, durante as décadas posteriores seriam preenchidas pelo brilhantismo monumental dos seguidores de Carracci, e não pelos seguidores de Caravaggio.

## Paisagens, gênero de arte e desenhos

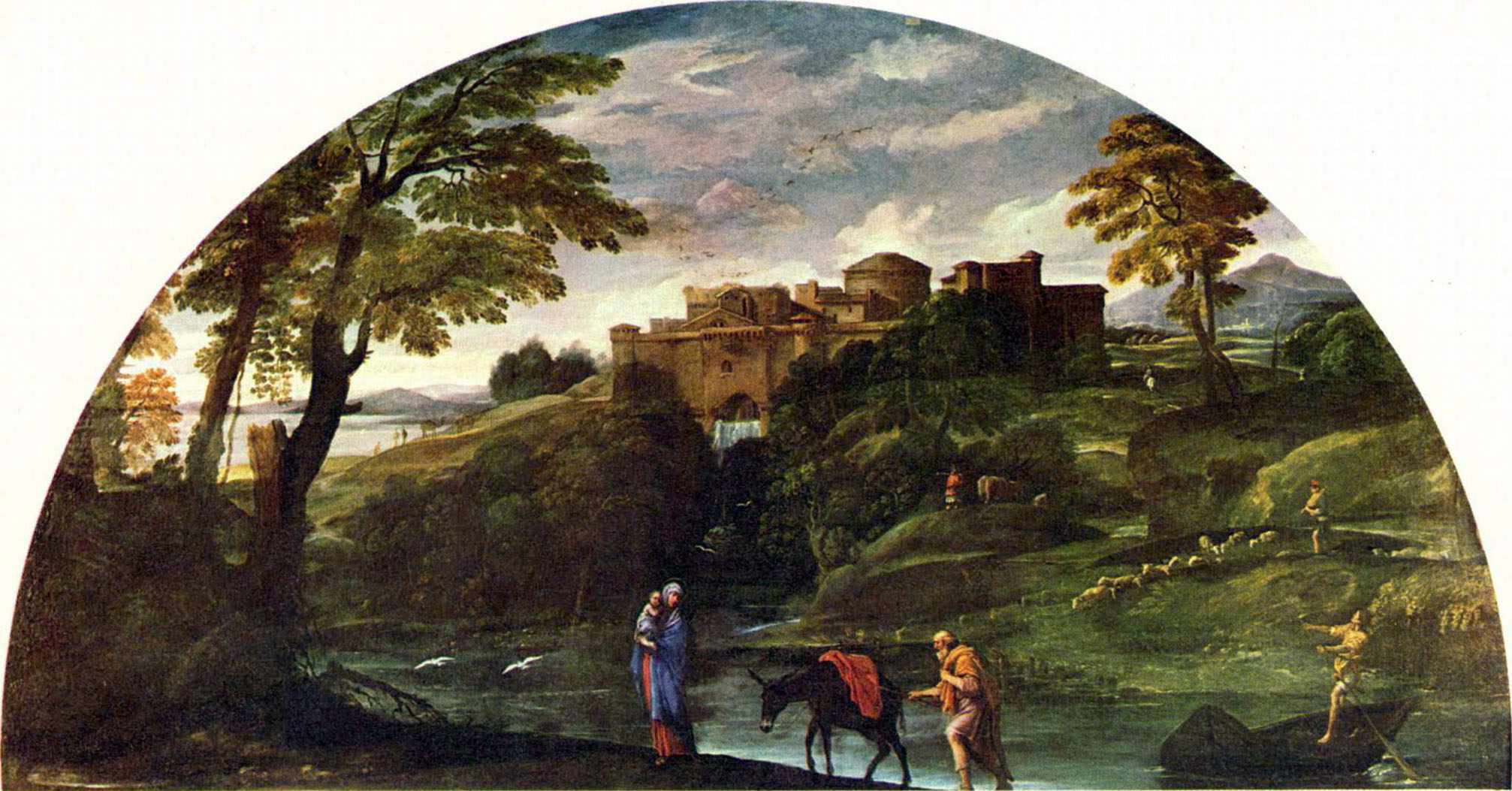
A Fuga para o Egito (1603).

Em 8 de Julho de 1595, Anibale Carraci completou a pintura San Rocco Distribuindo Esmolas, atualmente na Dresden Gemäldegalerie. Outros trabalhos significativos pintados em Roma incluem Domine, Quo Vadis?, que revela uma forte economia na composição da figura, além da força e precisão de gesto que influenciou Poussin e, por meio dele, a linguagem de gesto na pintura.
Carracci tem uma temática incrivelmente eclética, pintando paisagens, cenas e retratos, incluindo uma série de autorretratos através do tempo. Foi um dos primeiros pintores italianos a produzir telas nas quais a paisagem tinha prioridade sobre as figuras, como no seu magistral A Fuga para o Egito. Nesse gênero, Carracci foi seguido por Domenichino (seu pupilo favorito) e Lorraine.
A arte de Carracci também tem um lado menos formal, que aparece em suas caricaturas (gênero cuja invenção costuma ser a ele acreditada) e em suas primeiras pinturas de gênero, que são notáveis pela observação animada e manipulação livre, como a obra Açougue e a pintura O Comedor de Feijão. Ele é descrito pelos biógrafos como desatento às vestimentas e obcecado pelo trabalho. Seus autorretratos variam em sua representação.

## Sob humor melancólico
Não se sabe ao certo quanto trabalho Annibale completou após o término da galeria principal do Palazzo Farnese. Em 1606, Annibale assina uma Virgem da Bacia. Entretanto, em uma carta de abril de 1606, o cardeal Odoarde Farnese lamenta que um "pesado humor melancólico" impede que Annibale pinte para ele. Durante 1607, Annibale é incapaz de completar uma encomenda de Natal do Duque de Módena. Há uma note de 1608 na qual Annibale estipula a um aluno que passe ao menos duas horas por dia em seu estúdio.
Há pouca ou nenhuma documentação que explique por que seus pincéis se calaram, apesar de muitas especulações.
Em 1609, Annibale falece e é enterrado de acordo com seu desejo, próximo a Raphael no Panteão de Roma. Pode-se medir suas realizações pelo fato de artistas tão diversos quanto Bernini, Poussin, e Rubens haverem elogiado seu trabalho. Muitos de seus assistentes e alunos que participaram do projeto do Palazzo Farnese e da Capela Herrera figuraram entre os artistas preeminente das décadas seguintes, incluindo Domenichino, Francesco Albani, Giovanni Lanfranco, Domenico Viola, Guido Reni, Sisto Badalocchio, e outros.

## Galeria

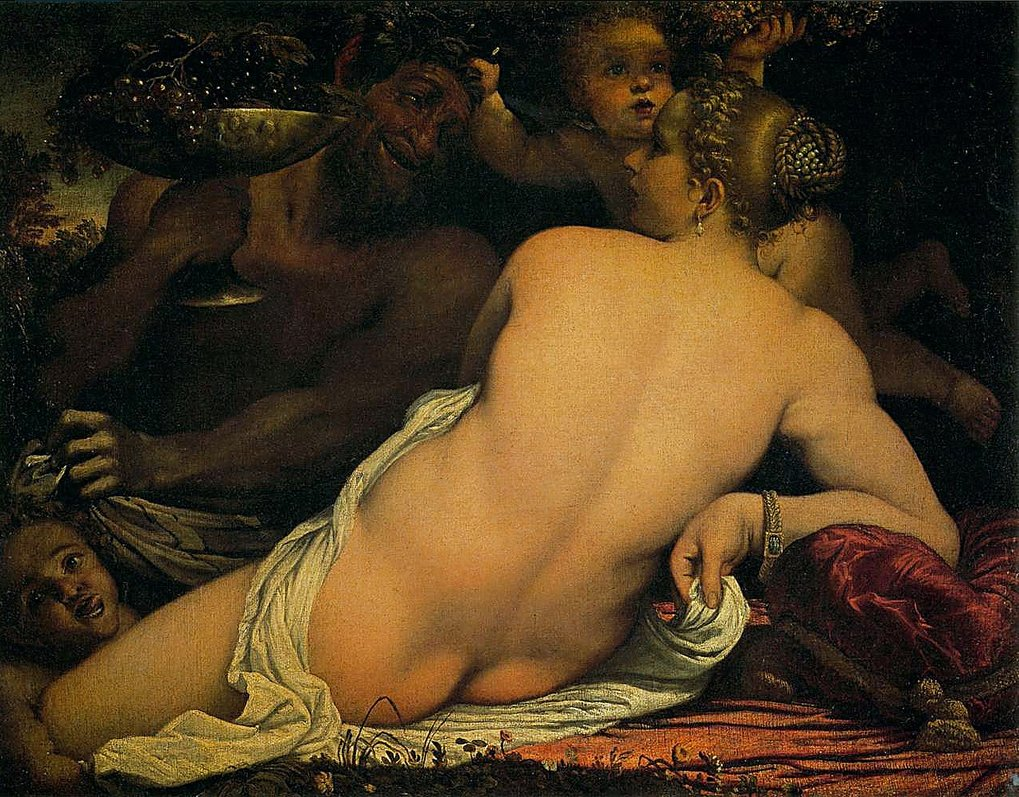
Vênus com um Sátiro e Cupidos
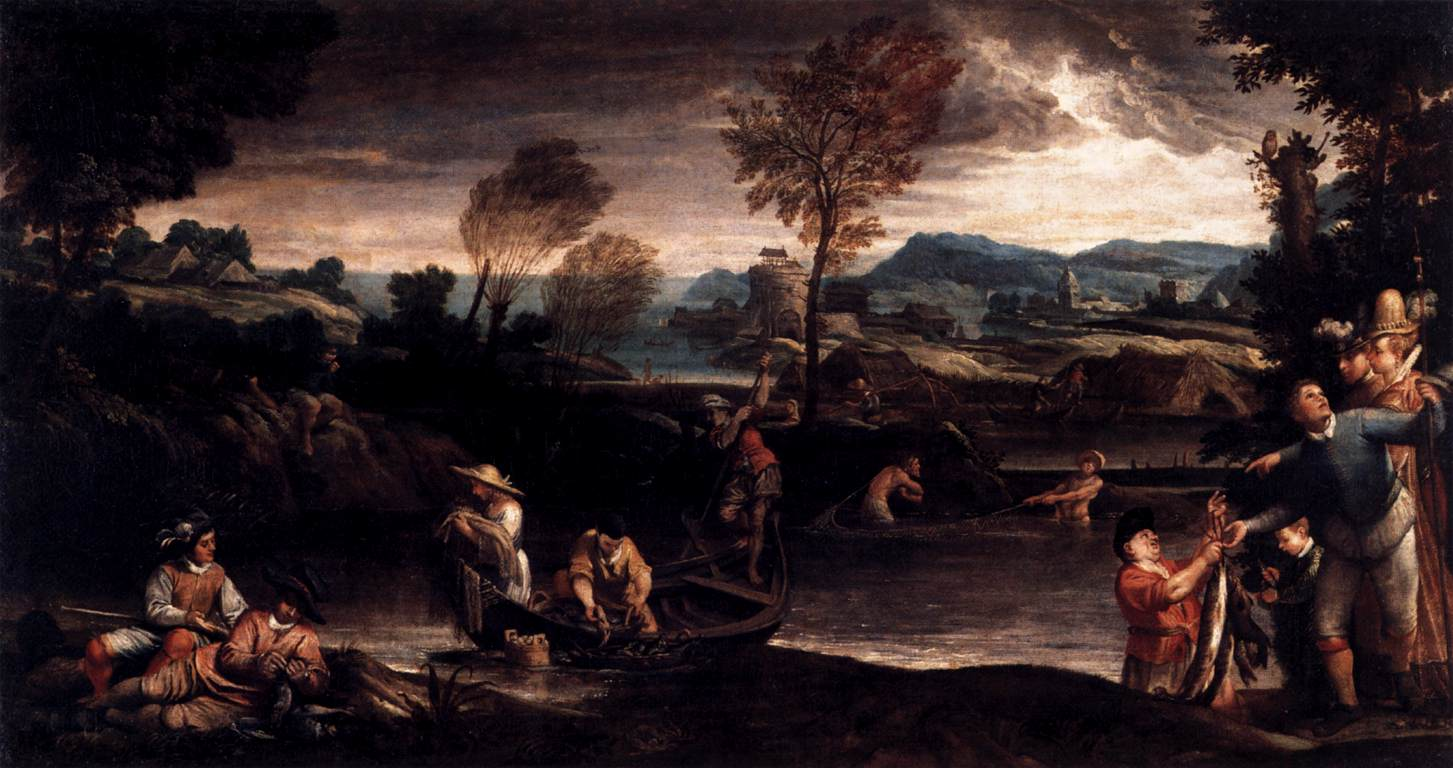
Paisagem com Cena de Pescaria

## Cronologia da obra
- Ragazzo che beve, 1582-1583, óleo sobre tela, 55 x 43 cm, coleção particular.
- Testa d'uomo sorridente, 1583, óleo sobre tela, Roma, Galleria Borghese.
- Crucificação e Santos, 1583, óleo sobre tela, 305 x 210 cm, Bolonha, Santa Maria della Carità.
- Salma di Cristo, 1583-1585, óleo sobre tela, 70,7 x 88,8 cm, Stuttgart, Staatsgalerie Stuttgart
- Battesimo di Cristo, 1584, óleo sobre tela, Bolonha, Chiesa di San Gregorio.
- Mangiafagioli, 1584-1585, óleo sobre tela, 57 x 68 cm, Roma, Galleria Colonna.
- La bottega del macellaio, 1585, óleo sobre tela, 185 x 266 cm, Oxford, Christ Church Picture Gallery.
- San Francesco penitente, 1585 ca, óleo sobre tela, 75 x 57 cm, Roma, Pinacoteca Capitolina.
- Visione di sant'Eustachio, 1585-1586, óleo sobre tela, 86 x 113, Nápoles, Museo di Capodimonte.
- Matrimonio mistico di santa Caterina, 1585-1587, óleo sobre tela, 160 x 128 cm, Nápoles, Museo di Capodimonte.
- Cristo coronato di spine sorretto dagli angeli, 1585-1587, óleo sobre tela, 85 x 100 cm, Dresden, Gemäldegalerie.
- San Francesco d'Assisi, 1585-1590, óleo sobre tela, 55 x 37 cm, Nápoles, Museo di Capodimonte.
- Histórias de Eneias, série de afrescos, 1585-86 - 1593, Palazzo Fava, Bolonha
- Ritratto di musicista, 1587 ca, óleo sobre tela, 91 x 67 cm, Nápoles, Museo di Capodimonte.
- Madonna col Bambino in gloria e santi, 1587-1588, óleo sobre tela, 278 x 193 cm, Bolonha, Pinacoteca Nazionale.
- Venere con un Satiro e Cupido, 1588, óleo sobre tela, 112 x 142 cm, Florença, Galleria degli Uffizi.
- Arcangelo Gabriele e Vergine Annunziata, 1588, óleo sobre tela, 152 x 76 cm cada, Bolonha, Pinacoteca Nazionale.
- Madonna col Bambino in trono e i santi Francesco, Matteo e Giovanni Battista, 1588, óleo sobre tela, 384 x 255 cm, Dresden, Gemäldegalerie.
- Satiro, 1588-1590, óleo sobre tela, 128 x 76 cm, Nápoles, Museo di Capodimonte.
- Paesaggio con Diana ed Endimione, 1590, óleo sobre madeira, 33 x 46 cm, York, City Art Gallery.
- Autoritratto di profilo, 1590, óleo sobre tela, Florença, Galleria degli Uffizi.
- Uomo con scimmia 1590, óleo sobre tela, 68 x 58,3, Florença, Galleria degli Uffizi.
- Venere e Cupido, 1590, óleo sobre tela, 110 x 130 cm, Modena, Galleria Estense.
- Paesaggio con un fiume, 1590, óleo sobre tela, 88,3 x 148 cm, Washington, National Gallery of Art.
- Assunzione della Vergine, 1590, óleo sobre tela, 130 x 97 cm, Madrid, Museo del Prado.
- Le tre Marie al sepolcro, 1590, óleo sobre tela, 121 x 145,5 cm, São Petersburgo, Ermitage.
- Bacco, 1590-1591, óleo sobre tela, 160 x 100 cm, Nápoles, Museo di Capodimonte.
- Venere abbigliata dalle Grazie, 1590-1595, óleo sobre tela, 133 x 170,5 cm, Washington, National Gallery of Art.
- La Vergine appare alle sante Lucia e Caterina, 1592, óleo sobre tela, 401 x 226 cm, Paris, Museu do Louvre.
- Histórias da fundação de Roma, 1590-1591, série de afrescos, Palazzo Magnani, Bolonha
- Assunzione della Vergine, 1592, óleo sobre tela, 260 x 117 cm, Bolonha, Pinacoteca Nazionale.
- La resurrezione di Cristo 1593, óleo sobre tela, 217 x 160 cm, Paris, Museu do Louvre.
- La Sacra Famiglia, 1593, óleo sobre tela, 120 x 98 cm, Paris, Museu do Louvre.
- Adorazione dei pastori, 1593, óleo sobre tela, 85 x 63 cm, Roma, Galleria Nazionale di Arte Antica.
- Madonna col Bambino in trono e i santi Giovanni Evangelista e Caterina, 1593, óleo sobre tela, 289,5 x 192,5 cm, Bolonha, Pinacoteca Nazionale.
- Allegoria fluviale, 1593-1594, óleo sobre tela, 80,5 x 90,5 cm, Nápoles, Museo di Capodimonte.
- Cristo Crocifisso, 1594, óleo sobre tela, 33,8 x 23,4 cm, Berlim, Staatliche Museen.
- Visione di san Francesco d'Assis, 1594, óleo sobre tela, 47 x 35,5 cm, Kassel, Staatliche Kunstsammlungen.
- San Giovanni Battista nel deserto, 1594-1595, óleo sobre tela, 129,3 x 98 cm, Bolonha, Pinacoteca Nazionale.
- Scena di pesca, 1595 ca, óleo sobre tela, 136 x 253 cm, Paris, Museu do Louvre.
- Scena di caccia, 1595 ca, óleo sobre tela, 136 x 253 cm, Paris, Museu do Louvre.
- Venere, Adone e Cupido, 1595 ca, óleo sobre tela, 212 x 268 cm, Madrid, Museo del Prado.
- Venere con Adone, 1595 ca,óleo sobre tela, 217 x 246 cm, Viena, Kunsthistorisches Museum.
- Incoronazione della Vergine, 1595 ca, óleo sobre tela, 117,8 x 141,3 cm, New York, Metropolitan Museum.
- San Francesco adorante il Crocifisso, 1596 ca, óleo sobre tela, 48 x 36,5, Bolonha, Pinacoteca Nazionale.
- La scelta di Ercole, 1596 ca, óleo sobre tela, 167 x 273 cm, Nápoles, Museo di Capodimonte.
- Cristo deriso, 1596 ca, olio su tela, 60 x 69,5 cm, Bolonha, Pinacoteca Nazionale.
- Orazione nell'orto, 1596-1597, óleo sobre madeira, 39,4 x 29 cm, Hampton Court, Royal Collection.
- San Girolamo, 1596-1599, óleo sobre tela, 44 x 32 cm, Nápoles, Museo di Capodimonte.
- Cristo in gloria e santi, 1597, óleo sobre tela, 194,2 x 142,4 cm, Florença, Palazzo Pitti.
- Marsia  e Olimpo, 1597-1600, óleo sobre madeira, 35,4 x 84,2 cm, Londres, National Gallery.
- Sileno che mangia l'uva, 1597-1600, óleo sobre madeira, 54,5 x 88,5 cm, Londres, National Gallery.
- Maria Maddalena in un paesaggio, 1598, óleo sobre madeira, Cambridge, Fitzwilliam Museum.
- Cristo appare a sant'Antonio Abate, 1598, óleo sobre madeira, 49,5 x 34,4 cm, Londres, National Gallery.
- Madonna col Bambino e san Giovannino, 1599-1600, óleo sobre tela, 51,2 x 68,4 cm, Hampton Court, Royal Collection.
- Sacrificio di Isacco, 1599-1600 ca, óleo sobre tela, 45 x 34 cm, Paris, Museu do Louvre.
- Compianto su Cristo morto, 1599-1600, óleo sobre tela, 156 x 149 cm, Nápoles, Museo di Capodimonte.
- Ercole strozza i serpenti, 1599-1600, óleo sobre tela, 16 x 15 cm, Paris, Museu do Louvre.
- Madonna Montalto, 1600, óleo sobre madeira, 35 x 27,5 cm, Londres, National Gallery.
- Ritratto di Giovanni Gabrieli, 1600, óleo sobre madeira, Dresden, Gemäldegalerie.
- Riposo durante la Fuga in Egitto, 1600, óleo sobre tela, diâmetro 82,5 cm, São Petersburgo, Ermitage.
- Assunzione della Vergine Maria, 1600-1601, óleo sobre tela, 245 x 155 cm, Roma, Santa Maria del Popolo, Cappella Cerasi.
- Rinaldo e Armida, 1601, óleo sobre tela, 154 x 233 cm, Nápoles, Museo di Capodimonte.
- Domine, Quo Vadis?, 1602, óleo sobre madeira, 77,4 x 56,3 cm, Londres, National Gallery.
- Pietà con san Francesco e Maria Maddalena, 1602-1607, óleo sobre tela, 277 x 186 cm, Paris, Museu do Louvre.
- La Pietà e due angeli, 1603, óleo sobre madeira, 41 x 60,8 cm, Viena, Kunsthistorisches Museum.
- Martirio di santo Stefano, 1603-1604, óleo sobre tela, 51 x 68 cm, Paris, Museu do Louvre.
- Lapidazione di santo Stefano, 1603-1604, óleo sobre tela, 51 x 53 cm, Paris, Museu do Louvre.
- Paesaggio con la fuga in Egitto, 1604, óleo sobre tela, 122 x 230 cm, Roma, Galleria Doria Pamphilj.
- Autoritratto su tela, 1604, óleo sobre madeira, 42 x 30 cm, São Petersburgo, Ermitage.
- Trittico della Deposizione, 1604-1605, óleo sobre madeira, 37 x 24 cm; 37 x 12 cm, Roma, Galleria Nazionale di Arte Antica.
- Cristo e la samaritana al pozzo, 1604-1605, óleo sobre tela, 60,5 x 146 cm, Viena, Kunsthistorisches Museum.
- Traslazione della Santa Casa, 1605, óleo sobre tela, 250 x 150 cm, Roma, Chiesa di Sant'Onofrio.
- Natività della Vergine, 1605-1609, óleo sobre tela, 279 x 159 cm, Paris, Museu do Louvre.
- Compianto su Cristo morto, 1606, óleo sobre tela, 92,8 x 103,2 cm, Londres, National Gallery.
- Deposizione nel sepolcro, 1610, óleo sobre tela, 45 x 35 cm, Viena, Kunsthistorisches Museum.
- San Girolamo 1585
- Il trionfo di Bacco e Arianna (1597 - 1600)
- L'ira di Polifemo (1600 circa)
- Annunciazione (1593-1596) Louvre
- Due macellai al lavoro (La piccola macelleria), óleo sobre tela, 59.7 x 71.0 cm, (1582-1583 ca.), Fort Worth, Kimbell Art Museum.
- Jesus e a Samaritana, Pinacoteca di Brera